# Pennington (1895)

Pennington und sein Motorrad (1895)

Pennington (1895)

Fantasiedarstellung einer fliegenden Pennington (1895)

Die Pennington war ein Motorrad des amerikanischen Erfinders und Hochstaplers Edward Joel Pennington (1858 – 1911).

## Geschichte und Technik
Unter der Firmenbezeichnung Motor Cycle Company in Cleveland reichte Pennington am 21. März 1893 das Patent ein, das ein Motor Vehicle beschrieb. 1894 stieg der Industrielle Thomas Kane aus Racine, Wisconsin als Geldgeber ein. Pennington und seine Versprechungen wirkten überzeugend, auch auf die Pressevertreter; das übrige taten Champagner und Zigarren.
Im Jahre 1894 wurde ein modifiziertes Modell zum Patent angemeldet und im folgenden Jahr der Presse vorgestellt. Hinter der Hinterachse befand sich auf jeder Seite ein Zylinder, der über Schubstangen – vergleichbar der Hildebrand und Wolfmüller – direkt das Hinterrad antrieb. Der Kraftstoff wurde ohne Vergaser über eine Pumpe in den Brennraum geträufelt. Trockenbatterien unter dem Tank und eine elektrische Vorrichtung, die Pennington als unique electrical device bezeichnete, sollten die Zündung herbeiführen.
Das Motorrad soll sich aus eigener Kraft bewegt haben, aber weiter als einhundert Meter führte Pennington seine Fahrzeuge nie vor. Dem „Wunder-Motorrad“, dessen Funktionsfähigkeit heute infrage gestellt wird, wurden in der Presse immer höhere Geschwindigkeiten und sogar Flugfähigkeit zugesprochen: 57 mph und 65 Fuß Flughöhe.  So entstand das Bild des fliegenden Motorrads. Im Juli 1895 veranstaltete Pennington auf der Grand Avenue in Milwaukee eine öffentliche Vorführung, bei der das Motorrad mehr „ruckartig kroch“ als fuhr.
Nachdem aus Thomas Kane finanziell nichts mehr herauszuholen war, setzte Pennington sich im Dezember 1895 nach London ab, um dort Harry John Lawson seine Patente anzubieten. Lawson und die British Motor Company waren gerade damit beschäftigt, alle Patente bezüglich des Zukunftsmarktes Motorfahrzeuge aufzukaufen – für Pennington ein lohnendes Geschäft. 100.000 Pfund Sterling in bar soll er für die Patente und einige Exemplare seiner Maschine erhalten haben.
Ein 1896 vorgestelltes Tandem-Motorrad wurde unter der Bezeichnung Kane-Pennington geführt. 1896 eingereicht und 1899 patentiert folgte ein Projekt namens Torpedo, ein dreirädriges offenes Motorfahrzeug für einen hinten sitzenden Fahrer und drei auf Fahrradsatteln sitzende Passagiere, doch auch dieses blieb erfolglos. 1900 erklärte Pennington vor einem Londoner Gericht Bankrott. Anschließend setzte sich der „Mumpitz-Künstler“ wieder in die USA ab, um Geldgeber für neue profitversprechende Konstruktionen aufzutreiben; alle derartigen Versuche scheiterten.